# Cyberdog
Cyberdog ist ein eingestellter Webbrowser, der von Apple von 1996 bis 1997 entwickelt wurde. Er macht sich die OpenDoc-Softwaretechnologie zunutze und war unter Mac OS bis Version 9 lauffähig. Es handelt sich dabei um eine integrierte Anwendung mit Webbrowser-, Mail-, Nachrichten-, Adressbuch- und FTP-Drag-and-Drop-Funktionalität. Nachdem am 28. April 1997 die Version 2.0 veröffentlicht worden ist, wurde die Entwicklung von Cyberdog und OpenDoc im Mai 1997 eingestellt und durch den Internet Explorer ersetzt.
Die Konzepte, die Cyberdog zugrunde lagen, finden sich beim aktuellen OS X beispielsweise in der FTP-Integration im Finder und im WebKit-Browser Safari wieder.